# ایجوام (ماساچوست)
ایجوام(به انگلیسی: Agawam) شهری در شهرستان همپدن ایالت ماساچوست می‌باشد که در سال ۱۸۵۵ بنیان‌گذاری شده‌است. این شهر در سرشماری سال ۲۰۱۰ میلادی، ۲۸٬۴۳۸ نفر جمعیت داشته‌است.